# Угоди в Осло

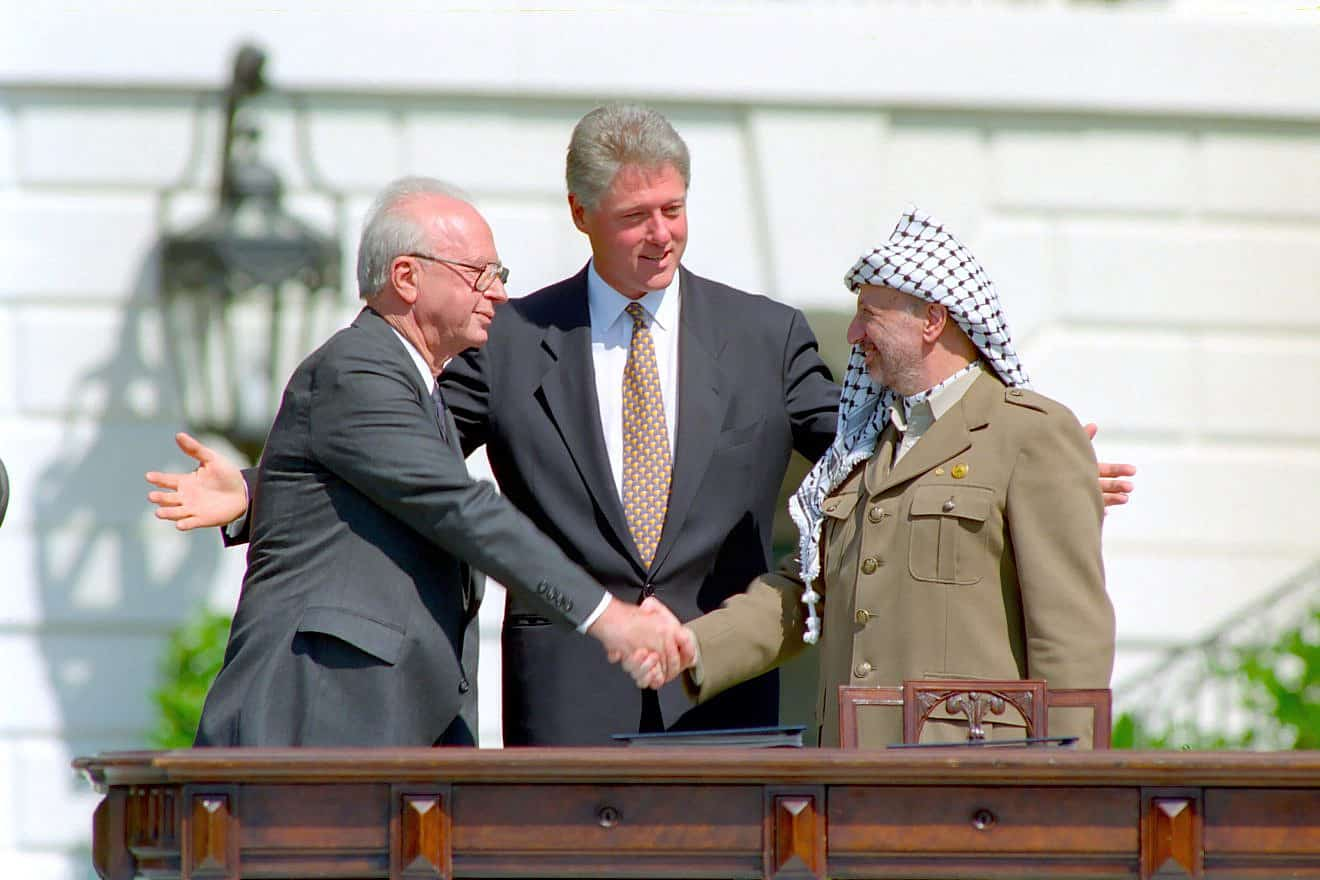
Іцхак Рабин, Білл Клінтон і Ясір Арафат, 13 вересня 1993. Вашингтон.

Угода в Осло (англ. Oslo Accords, офіційна назва «Declaration of Principles on Interim Self-Government Arrangements» (Декларація принципів про тимчасові заходи самоврядування) або «Declaration of Principles» («DOP»)) — двосторонні секретні переговори в Осло між Ізраїлем і Організацією визволення Палестини (ОВП) з метою врегулювання ізраїльсько-палестинського конфлікту, що проходили під егідою Норвегії.

## Попередні події
Протягом багатьох років уряди Ізраїлю вели з сусідніми арабськими державами переговори про долю територій Юдеї та Самарії і Сектора Гази і відмовлялися вести переговори безпосередньо з ОВП, яку Ізраїль вважав терористичною організацією, і яка поставила собі за мету «ліквідацію Держави Ізраїль, вигнання з Палестини більшості єврейських переселенців і створення „демократичної та світської держави“».
У 1974 році відбулося зміцнення статусу ОВП в зв'язку з оголошенням Лігою арабських держав про визнання ОВП виключним представником палестинців.
Угоди на саміті в Кемп-Девіді у 1978 році та Єгипетсько-ізраїльський мирний договір 1979 року, крім іншого, були спрямовані на створення системи самоврядування на Західному березі річки Йордан і в Секторі Гази, що повинно було згодом привести до переговорів про «остаточний статус», але самі палестинці у цих угодах не брали участі.
У 1987 році на території Західного берега річки Йордан і Сектора Гази почалася Перша палестинська інтифада — повстання палестинців у період з 1987 по 1991 роки, метою якої була заявлена боротьба проти ізраїльської окупації територій, завойованих Ізраїлем під час Шестиденної війни. Інтифада привела до безлічі жертв з обох сторін конфлікту.
Інтифада сприяла зміні мислення в ізраїльському суспільстві, й Іцхак Рабин, який був на ту пору міністром оборони, заявив, що ця подія справила вирішальне значення в його позиції відносно палестино-ізраїльського конфлікту.
У 1988 році Йорданія відмовилася від своїх претензій на Західний берег р. Йордан на користь майбутньої палестинської держави, а роком раніше стався провал лондонських угод. У зв'язку з цим виник сильний тиск зі сторони міжнародної спільноти на Ізраїль і палестинців, щоб ті провели переговори для врегулювання конфлікту.
У 1991 році відбулася Мадридська мирна конференція, де ізраїльські представники вперше зустрілися з представниками палестинців, які були частиною спільної йордано-палестинської делегації. Конференція, хоча і не принесла прямих практичних результатів, мала значення, оскільки саме на ній всі сторони фактично погодилися з принципом «території в обмін на мир». На конференції було вирішено провести прямі двосторонні переговори між Ізраїлем і сусідніми арабськими державами.
Іцхак Рабін знову був обраний прем'єр-міністром у 1992 році після того, як пообіцяв досягти врегулювання з палестинцями протягом шести-дев'яти місяців.
Протягом 1993 року заступник міністра закордонних справ Йосі Бейлін, потай від І. Рабина, ініціював секретні переговори — спочатку в Лондоні, а потім в Осло. З ізраїльського боку їх вели викладач Хайфського університету Яір Гіршфельд і його колишній учень, історик і журналіст Рон Пундак. Переговори були безпосередньо з керівництвом ОВП, незважаючи на те, що зустрічі з ним були заборонені на той момент відповідно до ізраїльського законодавства. З просуванням переговорів Йосі Бейлін доповідав про їх хід міністру закордонних справ Шимону Пересу, а також, зважаючи на подальший прогрес, — прем'єр-міністру Іцхакові Рабину, який дав згоду на їх продовження.

## Перша угода
Перша угода була підписана таємно в Осло 20 серпня 1993 року Шимоном Пересом і Махмудом Аббасом.
9 вересня 1993 року Іцхак Рабин і Ясір Арафат напередодні підписання угод обмінялися листами про взаємне визнання через міністра закордонних справ Норвегії Йогана Йорґена Гольста.
Ясір Арафат направив прем'єр-міністру Ізраїлю Іцхакові Рабину листа, в якому від імені ОВП були вперше заявлені наступні принципи:
- визнання права Ізраїлю на існування в мирі та безпеці;
- визнання резолюцій 242 і 338[ru] Ради Безпеки ООН;
- зобов'язання про вирішення конфлікту мирним шляхом;
- відмова від тероризму та інших форм насильства;
- прийняття відповідальності за виконання цих зобов'язань всіма елементами і структурами ОВП;
- оголошення недійсними пунктів Палестинської хартії[ru], які заперечують право Ізраїлю на існування;
- Зобов'язання внести необхідні зміни до Палестинської хартії на розгляд Палестинської Національної Ради[ru].

Відповіддю Ізраїлю на цей лист стало визнання ОВП як представника палестинського народу на переговорах про мир.
13 вересня 1993 у Вашингтоні, на галявині Білого дому, на якій були присутні президент США Білл Клінтон, прем'єр-міністр Іцхак Рабин і голова ОВП Ясір Арафат, на урочистій церемонії Ізраїль і ОВП підписали спільну Декларацію про принципи. Сам документ був підписаний Шимоном Пересом від уряду Ізраїлю і Махмудом Аббасом від ОВП. Декларація була засвідчена державним секретарем США Ворреном Кристофером від США і міністром закордонних справ Російської Федерації Андрієм Козирєвим від Росії. Після підписання відбулося історичне рукостискання між Арафатом і Рабином.
Декларація містила основні параметри проміжної угоди про палестинське самоврядування, узгоджені сторонами: негайне встановлення палестинської автономії в секторі Гази і анклаві Єрихону, якнайшвидше поширення її на палестинських жителів Юдеї і Самарії, домовленість про створення палестинського уряду і вибори законодавчої ради. Особливу увагу Декларація приділила розвитку економічного співробітництва між Ізраїлем і ОВП.

## Зміст угод Осло
Угоди Осло складаються з різних домовленостей:

### Основні домовленості
1. Угода «Газа—Єрихон» була підписана в Каїрі 4 травня 1994 року і визначила статус території сектора Гази і анклаву Єрихону площею близько 65 квадратних кілометрів. Угода охоплює чотири основні напрями — заходи безпеки, цивільні питання, правові проблеми та економічні відносини. Угода передбачає виведення ізраїльських військ зі згаданих територій, передачу владних повноважень від ізраїльської Цивільної Адміністрації Палестинській національній адміністрації (ПНА), описує структуру і склад ПНА, її юрисдикцію і законодавчі повноваження, її поліцейський контингент і майбутні відносини між ПНА і Ізраїлем.
2. 29 серпня 1994 року Ізраїль і ОВП підписали Угоду про підготовку передачі повноважень і сфер відповідальності, що стало наступною фазою реалізації Декларації про принципи. Йдеться про передачу ПНА відповідальності у п'яти галузях: освіта і культура, соціальне забезпечення, туризм, охорона здоров'я та оподаткування. Реалізація угоди завершилась 1 грудня того ж року. 27 серпня 1995 був підписаний протокол про передачу ПНА відповідальності за трудові відносини, торгівлю і промисловість, газ і паливо, страхування, поштове обслуговування, статистику, сільське господарство і місцеве самоврядування.

### Осло-2 (Осло-II)
28 вересня 1995 у Вашингтоні була підписана Тимчасова палестино-ізраїльська угода щодо Західного берега Йордану і Сектору Гази, що отримала неформальну назву «Осло-2» і завершила перший етап переговорів між Ізраїлем і ОВП. Головною метою угоди було розширення палестинського самоврядування в Юдеї та Самарії шляхом створення обраного органу влади автономії — Палестинської Ради — на проміжний період терміном не більше п'яти років з дня підписання угоди «Газа—Єрихон» (до травня 1999 року). Це повинно було дозволити палестинцям самостійно вести свої внутрішні справи, звести до мінімуму тертя між ізраїльтянами і палестинцями і почати новий етап мирного співіснування і співпраці, що спирається на загальні інтереси і взаємну повагу. Одночасно угода мала захистити інтереси Ізраїлю у сфері як стратегічної безпеки, так і охорони життя і майна ізраїльських громадян на контрольованих територіях. Тимчасова угода намітила курс розвитку відносин Ізраїлю і ОВП. Сім додатків до неї стосуються заходів безпеки, виборів, цивільних питань, правових проблем, економічного співробітництва та звільнення палестинських ув'язнених. Ця угода дала палестинцям самоврядування у палестинських містах на Західному березі р. Йордан і в Секторі Гази, а також у 450-ти палестинських селах.

### Виконання
У рамках угоди Осло територія Західного берега р. Йордан і Сектора Гази була розділена на три категорії:
| Зона | Військовий контроль | Цивільна адміністрація |
| ---- | ------------------- | ---------------------- |
| A    | ПНА                 | ПНА                    |
| B    | Ізраїль             | ПНА                    |
| C    | Ізраїль             | Ізраїль                |

Крім того, близько 10 000 палестинців були набрані для виконання поліцейських функцій, отримавши тисячі трофейних АК-47 (автоматів Калашникова).
5 жовтня 1995 голова уряду Іцхак Рабин представив Кнесету угоду Таби — Осло-2, підписану 28 вересня 1995 року. Кнесет підтримав цю домовленість більшістю голосів (61 проти 59). У своєму виступі Іцхак Рабин пояснив, що метою угод є запобігання двонаціональної держави шляхом створення суб'єкта, який «менше ніж держава», і який буде самостійно управляти життям палестинців під своїм керівництвом. Рабин підкреслив, що постійна угода не буде поверненням до ліній 4 червня 1967 року, а збереже єдиний Єрусалим; будуть анексовані поселенські блоки і межа безпеки Ізраїлю буде в Йорданській долині.
4 листопада 1995 був убитий прем'єр-міністр Ізраїлю Іцхак Рабин. Шимон Перес очолив реалізацію угод Осло II в напрямку передачі міст на Західному березі р. Йордан під контроль ПНА.

## Головні проблеми
Угоди Осло були підірвані діями з обох сторін.
- Безперервна терористична активність Хамасу, Ісламського джихаду, Народного фронту звільнення Палестини і збройних формувань ФАТХ, повна бездіяльність влади ПНА як наслідок нездатності і небажання ефективно протидіяти терору[15][16][17][18].
- Теракт у Печері Патріархів (Хеврон), вчинений євреєм проти мусульман, під час якого було вбито 29 мусульман, що моляться в мечеті Ібрагіма (в Печері Патріархів) і ще більше 150 отримали поранення. Цей теракт був засуджений керівництвом Ізраїлю і були вжиті заходи із забезпечення безпеки для тих, хто молиться.
- Серії тяжких терактів з використанням терористів-самогубців у містах Ізраїлю, що призвели до великої кількості убитих і поранених, зросла стурбованість про особисту безпеку в ізраїльському суспільстві[15][19].
- Відповідні періоди блокади територій ПНА ізраїльською армією призводять до економічного занепаду, викликаючи ще більшу ворожість.
- Небажання влади ПНА видавати Ізраїлю терористів і випускання їх з в'язниць (влада ПНА заарештовувала і ув'язнювала частину терористів[20][21], які здійснювали теракти проти Ізраїлю, але потім часто звільняли їх. Подібна практика отримала назву «політики обертових дверей»[en]). У результаті, багато злочинців продовжили свою терористичну діяльність[22][23][24][25][26][27].
- Стурбованість ізраїльської влади питанням життєздатності домовленостей зі службами безпеки ПНА й ефективності їх кооперації у боротьбі з терором.
- Основні спонсори мирного процесу не в змозі надати ПНА необхідну економічну допомогу через розквітле хабарництво та корумпованість усіх її структур[28][29][30].
- Зміна уряду в Ізраїлі у травні 1996 призвела до відстрочення передислокації ізраїльських військ у Хевроні, збройних зіткнень із жертвами з обох сторін і виробленні нових концепцій з приводу переговорів про остаточне врегулювання.
- Активна поселенська діяльність[31].
- Невиконання параграфа, який надає палестинцям право вільного проїзду між Газою і Єрихоном, з міркувань безпеки[32].

## Вартість угод для Ізраїлю
За даними, наведеними Моше Фейгліним, заступником голови Кнесету, вартість угод для Ізраїлю склала 423 мільярди шекелів (бл. 121 млрд доларів), і кожен рік витрачається ще 15.3 мільярда шекелів (бл. 4.4 млрд доларів).
Ось як розподіляються ці витрати:
1. Переказ коштів у ПНА — 86 млрд шекелів і 4.53 млрд щорічно.
2. Додаткові витрати на загальну службу безпеки — 28.5 млрд і 1.5 млрд щорічно.
3. Прикордонна поліція в Юдеї та Самарії — 13 млрд і 0.7 млрд щорічно.
4. Додаткові сили ЦАХАЛ в Юдеї та Самарії — 57 млрд і 3 млрд щорічно.
5. Необхідні після угод охоронці в будь-якому громадському місці — 68 млрд і 3.57 млрд щорічно.
6. Будівництво об'їзних доріг — 20 млрд і 1 млрд щорічно.
7. Роз'єднувальний мур — 4.7 млрд.
8. Витрати і виплати жертвам тероризму — 3.5 млрд.
9. Операція «Захисна стіна»[ru] — 14 млрд.
10. Зниження доходів від туризму — 129 млрд і 1 млрд щорічно[33].